# Ole Bostrup
Ole Bostrup (født 14. marts 1934 i Frihavns Sogn, København, død 24. maj 2012 i Fredensborg) var kemiker, dr.techn. og gymnasierektor samt lærebogsforfatter. Ridder af Dannebrog.
Ole Bostrup var søn af fuldmægtig i Forsikringsrådet, cand.theol. Povl Oskar Bostrup (1897-1973) og hustru Nina, f. Rendtorff (1897-1985).
Han giftede sig 13. februar 1955 i Varde Kirke med Grethe Maack Andersen, født 13. juni 1932 i Skt. Johannes Sogn, Aarhus. Deres børn er Lise Bostrup og Poul Bostrup.
Ole Bostrup blev matematisk student fra Rungsted Statsskole i 1951 og cand.mag. i kemi, fysik, matematik og astronomi fra Københavns Universitet i 1955. Han blev dr.techn. i 1996 på en afhandling med titlen »Dansk kemi 1770-1807«, og han udvidede med bifagseksamen i historie i 2001.
Han arbejdede som amanuensis på Danmarks Tekniske Højskole 1955-56. Efter aftjening af værnepligt blev han timelærer ved Frederiksborg Statsskole i 1957 og adjunkt fra 1959;. Han blev rektor for Nakskov Gymnasium i 1967, for Helsingør Gymnasium 1973 og endelig for Espergærde Amtsgymnasium 1979-94.
Fra 1994 deltog han i redaktionen af tidsskriftet Dansk Kemi, og han var medarbejder ved Den Store Danske Encyklopædi fra 1992.
Bostrup har deltaget i fagligt arbejde som gymnasielærer i kemi og fysik, først læseplansarbejde og senere i bestyrelsen for Foreningen af Fysik- og Kemilærere ved Gymnasier og Seminarier 1961-68 og 1970-74; som formand 1963-68 og 1970-74. Han var i bestyrelsen for Gymnasieskolernes Lærerforening 1962-64. Han kom i repræsentantskabet for Danmarks Tekniske Museum 1964, i bestyrelsen 1976-85, i RUGU's Fagudvalg for Kemi 1970-74. Medlem af Kunst i Skolens Råd 1963-65, af Danmarks Fysik- og Kemiundervisningskommission 1963-68 og 1970-75, af Gymnasieskolernes Lærerforenings Efteruddannelsesudvalg 1961-63 (formand) og af repræsentantskab og forretningsudvalg for Vestlollands Teaterkreds 1967-73 (formand 1970-73); formand for Foreningen Nordens Nakskov-afdeling 1968-71. Han sad i Nakskov Byråd 1971-73, i bestyrelsen for Gymnasieskolernes Rektorforening 1972-74, i Landsforeningen for Civilbeskyttelse 1987-90 og i Dansk Selskab for Historisk Kemi fra 1989, hvor han var formand, og medlem af Kemisk Forenings nomenklaturudvalg 1992; censor i kemi ved DTU 1968-2004, RUC 1975-98 og Aarhus Universitet 1997-2004.
Ole Bostrup har især skrevet lærebøger i fysik og kemi for de gymnasiale uddannelser.
Han har skrevet over 400 afhandlinger og artikler om kemi, historisk kemi og kemiundervisning.